# Wilhelm-Leuschner-Straße 217 (Griesheim)
Das Gebäude in der Wilhelm-Leuschner-Straße 217 ist ein denkmalgeschütztes Bauwerk in Griesheim.

## Geschichte und Beschreibung
Das voluminöse zweigeschossige massive Gebäude wurde um das Jahr 1900 erbaut.
Ursprünglich diente es als Offizierskasino.
Der Bau des Kasinos steht im Zusammenhang mit dem ehemaligen Artillerie-Schießplatz auf dem „Griesheimer Sand“. 
Besonders auffällig ist die reiche Dekoration der Fenster- und Türsandsteingewände in Renaissanceformen.
Heute beherbergt das Gebäude einen Gastronomiebetrieb („Waldschlösschen“) und eine Arztpraxis.

## Denkmalschutz
Aus architektonischen, baukünstlerischen  und stadtgeschichtlichen Gründen steht das Gebäude unter Denkmalschutz.